# Pediobius obscurellus
Pediobius obscurellus är en stekelart som först beskrevs av Walker 1874.  Pediobius obscurellus ingår i släktet Pediobius och familjen finglanssteklar. Inga underarter finns listade i Catalogue of Life.